# Cour suprême (Bénin)
Pour les autres articles nationaux ou selon les autres juridictions, voir Cour suprême.
Ne doit pas être confondu avec Cour constitutionnelle (Bénin).
Au Bénin, la Cour suprême est la plus haute juridiction de l'État en matière administrative, judiciaire et des comptes de l'État. Elle est également compétente en ce qui concerne le contentieux des élections locales.
Elle veille au respect de la légalité en vue de l'enracinement de l'État de droit et de la consolidation de la démocratie.
Les décisions de la Cour suprême ne sont susceptibles d'aucun recours. Elles s'imposent aux pouvoirs exécutif et législatif ainsi qu'à toutes les juridictions.
La Cour suprême peut, à la demande du président de la République, être chargée de la rédaction et de la modification de tous les textes législatifs et réglementaires, préalablement à leur examen par l'Assemblée nationale. Elle est consultée par le gouvernement plus généralement sur toutes les manières administratives et juridictionnelles.

## Composition
Le président de la Cour suprême est nommé pour une durée de cinq ans par le président de la République, après avis du président de l'Assemblée nationale, parmi les magistrats et les juristes de haut niveau, ayant quinze ans au moins d'expérience professionnelle par décret pris en Conseil des ministres.
Il est inamovible, pendant la durée de son mandat qui n'est renouvelable qu'une seule fois.
Les fonctions du président de la Cour suprême sont incompatibles avec la qualité de membre de gouvernement, l'exercice de tout mandat électif, de tout emploi public, civil ou militaire, de toute activité professionnelle ainsi que de toute fonction de représentation nationale.
Les présidents de chambre et les conseillers sont nommés parmi les magistrats et les juristes de haut niveau, ayant quinze ans au moins d'expérience professionnelle ; par décret pris en Conseil des ministres par le président de la République, sur proposition du président de la Cour suprême et après avis du Conseil supérieur de la magistrature.

## Missions
- Exercer un contrôle normatif et disciplinaire sur les décisions rendues par les juridictions inférieures.
- Sanctionner en cas de violation de la loi les actes et comportements de l'administration.
- Gérer le contentieux des élections locales.
- Recevoir la déclaration sur l'honneur des biens et patrimoine du président de la République et des membres du gouvernement.
- Contrôler les comptes de campagne électorale.
- Rendre en matière judiciaire, administrative et des comptes de l'État, des arrêts non susceptibles de recours.
- Donner des avis sur les projets de loi avant leur transmission à l'Assemblée nationale.
- Donner des avis juridiques et conseiller le gouvernement plus généralement sur les projets de texte soumis à son appréciation.

## Relations internationales
- La Cour suprême est membre de l'Association des hautes juridictions de cassation des pays ayant en partage l'usage du français (AHJUCAF).
- La Chambre des comptes de la Cour suprême est membre de INTOSAI.

## Liste des présidents
| Président                | Début            | Fin             | Détails |
| ------------------------ | ---------------- | --------------- | --- |
| Émile Derlin Zinsou      | 30 décembre 1960 | 13 février 1962 | Émile Derlin Zinsou est nommé, le 21 juillet 1961, ambassadeur du Dahomey en France, une fonction difficilement cumulable avec celle de président de la Cour suprême, qu'il abandonne le 13 février 1962. |
| Sébastien Dassi          | 26 février 1962  | 1964            | |
| Valentin Djibodé Aplogan | 3 février 1964   | 1967            | Valentin Djibodé Aplogan est arrêté le 24 mai 1965 et démis de ses fonctions de président de la Cour suprême le 2 juin suivant, accusé d'être complice d'un complot contre la sûreté de l'État. Il est libéré six mois plus tard. Honoré Ahouansou est appelé à le remplacer le 28 novembre, nommé par Justin Ahomadegbé puis confirmé le 8 décembre par Tahirou Congacou, pendant son bref passage à la tête de l'État. Mais Christophe Soglo, lors de sa prise de pouvoir forcée, annule les dispositions prises précédemment et Valentin Djibodé Aplogan retrouve son poste à la fin du mois de janvier 1966. |
| Louis Ignacio-Pinto      | 13 janvier 1967  | 1970            | |
| Cyprien Aïnadou,         | 31 janvier 1970  | 1978            | Selon l'article 5 de l'ordonnance n° 1966-21 du 26 avril 1966, le président de la Cour suprême est nommé pour trois ans renouvelables. |
| Grégoire Gbénou          | 25 janvier 1979  | 1980            | |
| Léandre Amlon            | 1980             | 1990            | Léandre Amlon est président de la Cour populaire centrale, appellation donnée à la Cour suprême durant le régime révolutionnaire marxiste-léniniste de Mathieu Kérékou, selon l'article 114 de la loi fondamentale de 1977. |
| Frédéric Houndeton       | 5 octobre 1990   | 1995            | |
| Abraham Zinzindohoué     | 22 novembre 1995 | 2000            | |
| Saliou Aboudou,          | 29 décembre 2000 | 2011            | |
| Ousmane Batoko,          | 7 février 2011   | 2021            | |
| Victor Dassi Adossou     | 23 mars 2021     | En fonction     | |